# Тюркильмаз, Кубилай
Кубила́й Тюркильма́з (тур. Kubilay Türkyılmaz; 4 марта 1967, Беллинцона, Швейцария) — швейцарский футболист, нападающий. Самый результативный нападающий сборной Швейцарии 1990-х годов. Отличался высокой скоростью и голевым чутьём, а также ценился за искусное выполнение штрафных и угловых ударов. Обладатель второго результата по числу голов, забитых за сборную Швейцарии (34).

## Карьера игрока

### Клубная карьера
Родился в семье турецких иммигрантов в Беллинцоне, столице италоязычного швейцарского кантона Тичино. Профессиональную футбольную карьеру начал в маленьком клубе «Семине», расположенном на окраине Беллинцоны. В 1985 году перешёл в клуб «Беллинцона», где проявил свой талант голеадора, забив 33 гола в 66 матчах. Его успех в «Белинцоне» привлек внимание руководителей женевского клуба «Серветт», выступавшего в высшей швейцарской лиге, которые решили приобрести молодого бомбардира. В «Серветте» Тюркильмаз сыграл 45 игр, забив 25 мячей.
После удачных выступлений за «Серветт» в октябре 1990 года талантливого нападающего приобрёл итальянский клуб «Болонья». Однако команда переживала не лучшие времена, и девяти мячей, забитых Тюркильмазом в 21 игре оказалось не достаточно для того, чтобы «Болонья» осталась в высшем итальянском дивизионе. В составе «Болоньи» Тюркильмаз провёл следующие два не очень удачных сезона, сыграв в итальянской Серии B 62 матча и забив 15 мячей.
Когда по окончании сезона 1992/93 «Болонья» опустилась ещё ниже, в Серию С1, Тюркильмаз покинул клуб и перешёл в турецкий «Галатасарай», который в то время находился на подъёме. Три сезона в Стамбуле были для игрока успешными, но особенно запомнились двумя голами, забитыми на стадионе «Олд Траффорд» в игре против «Манчестер Юнайтед», а также голом, забитым «Барселоне» на её стадионе «Ноу Камп» в присутствии 115 000 болельщиков.
После трех сезонов в «Галатасарае», за которые бомбардир выиграл турецкий чемпионат, играл в финале кубка и матчах за Суперкубок Турции, Тюркильмаз вернулся на родину и начал играть за цюрихский клуб «Грассхоппер». В Цюрихе игрок провел два успешных сезона, в полной мере раскрыв свои таланты и показав высокий класс игры. 45 голов, забитых им в 70 матчах, позволили клубу выиграть два чемпионата Швейцарии и дважды принять участие в групповом турнире Лиги чемпионов УЕФА.
В 1998 году отношения Тюркильмаза с руководством «Грассхоппера» ухудшились, и он был вынужден покинуть клуб. Он сыграл несколько матчей за клуб первой лиги «Локарно», забив лишь один мяч, а в следующем сезоне перешёл «Люцерн», за который играл до зимнего перерыва в чемпионате. В «Люцерне» он забил 6 голов, однако возраст (ему уже исполнился 31 год) и постоянные проблемы со здоровьем не позволили ему набрать своей лучшей формы.
После зимней паузы своего воспитанника пригласила к себе «Беллинцона», которая в то время боролась за выход в высшую швейцарскую лигу, и Тюркильмаз вернулся в клуб, где начиналась его футбольная карьера. 15 голов, забитых им в 13 матчах, не помогли «Беллинцоне» добраться до высшей лиги; в решающем матче против «Сьона» она позволила сопернику за 10 минут до окончания матча уравнять счет, открытый Тюркильмазом. Однако именно в это время продуктивность игрока набрала свой пик: в двух матчах против клуба «Делемонт» он забил семь мячей, из которых один — с расстояния 50 метров, а другой — выполняя угловой удар (т. н. «сухой лист»).
В начале сезона 2000/01 Тюркильмаз перешёл в итальянскую «Брешию», где играл вместе с Роберто Баджо. Президент клуба Джино Кориони, который был президентом «Болоньи» в годы, когда за неё играл Тюркильмаз, возлагал большие надежды на швейцарского нападающего. Впрочем, тренер «Брешии» Карло Манцоне не разделял этих надежд и часто оставлял Тюркильмаза на скамейке запасных. Девять сыгранных матчей (в совокупности 600 минут игрового времени) без единого забитого мяча показали, что спортивная форма игрока и состояние его здоровья остаются далекими от оптимальных; Тюркильмаз перенёс травму колена, а также имел проблемы со спиной. В январе 2001 года он играл в матче с «Болоньей», своим прежним клубом. В канун матча были много громких заявлений, но на протяжении игры Тюркильмаз лишь один раз вышел лицом к лицу с вратарем болонцев Джанлукой Пальюкой, и этот момент опять остался нереализованным. Дела «Брешии» ухудшились (она лишь чудом не покинула высшую лигу), а швейцарский нападающий, с которым были связаны большие надежды, оказался не в состоянии их оправдать. В матче с «Виченцей» он опять не использовал стопроцентный момент для взятия ворот и был впоследствии отправлен домой, в Швейцарию.
В феврале 2001 года Тюркильмаз вернулся в Тичино, подписав контракт с «Лугано», президент которого поставил перед клубом задачу выиграть в том сезоне чемпионат Швейцарии. Результативность Куби и его спортивная форма оставались далекими от нормы (3 гола в 9 матчах), и «Лугано» закончил чемпионат на втором месте в турнирной таблице.
В сентябре 2001 года 34-летний игрок вернулся в «Люцерн», где несколько лет тому назад оставил о себе добрую память. Тюркильмаз постепенно набирал форму, забил 3 гола в 6 матчах, а 5 сентября 2001 года в матче за сборную забил два мяча в матче с Люксембургом, улучшив прежний рекорд Макса Абегглена. Но уже 12 сентября 2001 года его более чем 15-летней футбольной карьере был внезапно положен конец: он опять начал чувствовать боли в правом колене, и врачи заявили, что если он продолжит играть в футбол, то станет инвалидом. Тюркильмаз объявил об окончании карьеры профессионального игрока. 2 сентября 2002 года на городском стадионе Беллинцоны в присутствии 6000 болельщиков было устроено чествование знаменитого футболиста.

### Карьера в сборной
В 1988 году он был впервые вызван в национальную сборную. В составе сборной Швейцарии он впервые вышел на поле 2 февраля 1988 года в матче против Франции в рамках Турнира четырёх наций. Первый гол за сборную забил 21 сентября 1988 года в матче квалификационного этапа чемпионата мира 1990 года против Люксембурга; Тюркильмаз забил в этом матче два мяча.
Летом в 1996 году Тюркильмаз принимал участие в чемпионате Европы, проходившем в Англии. Чемпионат стал значительным событием в его жизни, поскольку мировое первенство 1994 года он ранее был вынужден пропустить из-за конфликта с тогдашним тренером сборной Швейцарии Роем Ходжсоном. В матче открытия чемпионата против сборной Англии (1:1) он на 84 минуте забил пенальти, уравняв счет и продемонстрировав незаурядную выдержку и хладнокровие: обманув вратаря англичан Дэвида Симена, он послал низовой мяч в левый от того угол ворот. Впрочем, его спесивые и хвастливые заявления в прессе после этого матча («Забить мог лишь я») вызывали возмущение у тренера и партнёров по команде. Оба следующих матча сборная Швейцарии проиграла (0:2 Нидерландам и 0:1 Шотландии) и не смогла пройти групповой этап.
Его карьера в сборной длилась 13 лет и закончилась 5 сентября 2001 года вновь игрой против Люксембурга, в квалификационном турнире чемпионата мира 2002 года, в которой Тюркильмаз также забил два мяча. Всего в 64 играх за сборную он провёл 34 гола, побив национальный рекорд, установленный в 1920-30-х годах Максом Абеггленом.

## Жизнь после футбола
По окончании профессиональной карьеры Тюркильмаз некоторое время играл в мини-футбол за местные любительские клубы. Кроме того, он иногда помогает комментировать футбольные матчи на швейцарском телевидении.

## Достижения
Национальные турниры
- Чемпион Турции: 1993/94 («Галатасарай»)
- Чемпион Швейцарии (2): 1996, 1998 («Грассхоппер»)

Личные достижения
- Лучший футболист года в Швейцарии (3): 1996, 1997, 1998